# Hamazi
Hamazi ali Kamazi (sumersko Ḫa-ma-ziki ) je bilo antično kraljestvo ali mestna država, ki je dosegla svoj višek okoli leta 2500-2400 pr. n. št. Njena natančna lokcija ni znana. Domneva se, da je bila v zahodnem delu gorovja Zagros, nekje med Elamom in Asirijo, morda blizu Nuzija ali sodobnega Hamadana.
Hamazi je vzbudil pozornost arheologov po odkritju vaze z napisom v zelo starinskem klinopisu. Napis proslavlja zmago zgodnjega kiškega kralja  Utuga (ali Uhuba) nad Hamazijem in je leta 1929 sprožil špekulacije  Laurenca Waddella, da je Hamazi poistovetil s Karkemišem v Siriji. 
Ena od najstarejših omemb Hamazija je v epu Enmekar in gospodar Arate, v katerem Enmekar moli k Enkiju zaradi zmede jezikov v času gradnje ziguratov v Eriduju in Uruku. Hamazi je edina v epu omenjena dežela s pridevkom »večjezična«. Nadaljevanje epa z naslovom Enmekar in En-suhgir-ana omenja, da je hamazijski čarodej Urgirinuna  po uničenju Hamazija odšel v Arato. Vladar Arate ga je zatem poslal na neuspelo misijo, na kateri naj bi poskušal doseči Enmekarjevo vdajo. 
Po Seznamu sumerskih kraljev je kralj Hadaniš Hamazijski  po porazu Kiša dobil nadoblast v Sumeriji, vendar ga je kmalu zatem porazil Enšakušana Uruški. 
Glinasta tablica, ki so jo našli v arhivih v Ebli, Sirija, vsebuje prepis diplomatskega pisma kralja Irkab-Damuja Eblskega kralju Ziziju Hamazijskemu. Irkab-Damu mu je poslal veliko količino lesa, ga pozdravil kot brata in ga prosil, naj mu v zamenjavo pošlje najemniške vojake.  
Hamazi je bil med vladanjem Amar-Sina  med »sumersko renesanso« ena od provinc Ura. Med njegovim vladanjem sta bila v Hamaziju njegova guvernerja (ensija) Lu-nana, sin Namhanija, in Ur-Iškur. Okoli leta 2010 pr. n. št. je po propadu Tretje urske dinastije  provinco zasedel in izropal Išbi-Era Isinski.